# Ulrich Bogs
Ulrich Bogs (* 10. Dezember 1908 in Graudenz; † 10. März 1984) war ein deutscher Pharmazeut und Hochschullehrer.

## Leben
Nach dem Schulabschluss studierte er Chemie und erlangte 1931 den Abschluss als Diplom-Chemiker. Noch im selben Jahr promovierte er an der Universität Berlin zum Dr. phil. 1941 erwarb er die heutige Burg-Apotheke in Halle-Giebichenstein. Nachdem er sich 1956 habilitiert hatte, wurde er Dozent an der Martin-Luther-Universität Halle-Wittenberg. Dort war er von 1958 bis 1969 Professor mit Lehrauftrag und ab 1961 Professor mit Lehrstuhl für Pharmazie (Pharmazeutische Technologie I). Er war spezialisiert auf Arzneipflanzenforschung und Mitglied der Pharmazeutischen Gesellschaft der DDR. Mit der vorzeitigen Emeritierung von Bogs 1969 wurden die beiden Lehrbereiche ,Pharmazeutische Technologie I und II‘ vereinigt.

## Schriften (Auswahl)
- Zur Chemie des Tones. Berlin 1931.
- Zur Methodik der Wertbestimmung von Drogen und der Herstellung von Drogenauszügen. o. O., 1956.
- 150 Jahre Pharmazie in Halle. Halle (Saale) 1979.